# Toyotomi Hideyoshi
Toyotomi Hideyoshi, född 1537, död 1598, var en japansk riksföreståndare, även kallad "kampaku". 

## Biografi

### Vägen till makten
Hideyoshi var av mycket blygsam härkomst. Han föddes i en familj av bönder, och därför hade han från början inget efternamn. Från att ha varit sandalbärare åt Oda Nobunaga tog han sig fram, först till att bli dennes främste general och sedan till att själv styra landet. 
När Nobunaga mördades blev Hideyoshi utsedd till en av de fyra förmyndarna för Nobunagas arvinge; han lyckades dock snart lägga Nobunagas koalition under sig. Eftersom han inte var släkt med Minamoto kunde han inte bli shogun och antog därför titeln kampaku för sitt eget styre av landet. Detta regeringsämbete hade dessförinnan (och även senare) länge uteslutande förlänats den förnäma Fujiwara-ätten men endast varit en tom titel. Hideyoshi blev dock, som ny kampaku, 1585 officiellt erkänd som centralmaktens officielle företrädare.

### Förhållande till de kristna
När den mäktige daimyon av Satsuma (av ätten Shimazu) hotade att bemäktiga sig hela ön Kyushu, vände sig de övriga länsfurstarna till Hideyoshi med bön om hjälp. Han lyckades på några månader återställa lugnet år 1587. Under detta fälttåg kom centralregeringen för första gången i omedelbar beröring med de portugisiska sjöfarare och köpmän som under denna tid besökte Kyushu. Hideyoshi kom underfund med de europeiska missionärernas koppling till det spanska imperiets politiska planer. Genom ett edikt år 1587 befalldes de främmande prästerna att inom 20 dagar lämna Japan, dock med uttrycklig försäkran om fritt tillträde för de portugisiska köpmännen på villkor att de inte medförde några främmande präster.
Detta stränga påbud kunde dock inte utföras så snabbt redan på grund av bristen på skepp. Man fick alltså medge ett uppskov, och landsförvisningsdekretet tycks sedan ha råkat i glömska. Missionsverksamheten, i vilken de spanska franciskanerna nu ivrigt tävlade med jesuiterna, vann nu nya stora framgångar. Till och med en biskop för Japan utnämndes av påven och blev välvilligt mottagen av Hideyoshi år 1596. Men när hans förbud mot missionsverksamheten överskreds reagerade han. I Nagasaki korsfästes år 1597 på hans befallning sex spanska franciskaner, tre inhemska jesuiter och ett antal andra japanska kristna som avskräckande exempel därför att de trots förbudet spridit den främmande religionen.

### Krig mot kina
År 1590 var, efter de hundraåriga daimyo-fejderna, hela Japan till slut åter fast förenat under en stark och målmedveten centralregering som stödde sig på en stor och segervan här. Genom nya erövringar på fastlandet tänkte Hideyoshi gottgöra de daimyo som till förmån för hans anhängare förlorat hela eller delar av sina län. Han hoppades på så sätt kunna befria sig från sina motståndare inom landet och trygga sin dynastis bestånd för framtiden.
Hideyoshi vände sig först mot den kinesiska skyddsstaten Korea, efter att förgäves ha uppmanat kungen där att göra gemensam sak med honom mot Kina. I ett snabbt segerlopp lyckades de båda japanska invasionshärarna erövra den illa försvarade halvön. Men när kineserna sedan ingrep gick de i början så lättvunna japanska erövringarna åter förlorade. Kriget varade med några avbrott i sju år (1592–1598), med stora förluster av människoliv och blygsamma framgångar. Då inträffade en oväntad händelse, som gjorde ett plötsligt slut på det långvariga kriget: Hideyoshi angreps av en svår sjukdom. Av omsorg för sin dynastis bestånd återkallade han sina härar, som han ansåg behövas mer för att skydda hans son än den osäkra besittningen av Korea.

### Död
På sin dödsbädd tillkallade Hideyoshi den mäktigaste och inflytelserikaste av alla de dåtida länsfurstarna, daimyon Tokugawa Ieyasu, som han räknade till sina trognaste vapendragare. Han gav Ieyasu förmyndarskapet för sin omyndige son och kom överens om att sonen skulle gifta sig med en sondotter till leyasu. Samma år, 1598, dukade Hideyoshi under för sin sjukdom.
Han var gift med Yodo-dono.